# Craseomys smithii
Craseomys smithii este o specie de rozătoare din familia Cricetidae. Este găsită doar în Japonia.

## Taxonomie
Au fost discuții considerabile legate de filogenia acestei specii. Molarii cresc în continuare de-a lungul vieții sale și din cauza acestei trăsături a fost o dată plasată în genul Phaulomys. Cu toate acestea, studii care au utilizat ADN mitocondrial și ribozomal nuclear au arătat că este strâns înrudită cu speciile Craseomys rufocanus și Craseomys regulus și că nu există sprijin pentru includerea sa în Phaulomys.
Craseomys smithii este numită după călătorul, sportivul și naturalistul englez Richard Gordon Smith.

## Descriere
Culoarea speciei Craseomys smithii variază de la galben-maroniu până la o anumită nuanță de maro iar părțile inferioare au o nuanță mai pală de maro. Are o lungime a corpului (inclusiv capul) de 75–115 mm iar a cozii de 33–55 mm. Cântărește 20–35 g. Formula dentală este 1.0.0.31.0.0.3 iar molarii continuă să crească de-a lungul vieții.

## Răspândire și habitat
Craseomys smithii este găsită doar în Japonia. Habitatul său este compus din păduri, plantații și terenuri agricole. Apare de la altitudini de circa 400 de metri în sus. Nu se găsește în câmpii aluvionare.

## Ecologie
Craseomys smithii este o specie comună în habitat select, dar unele dintre populațiile sale sunt fragmentate din cauza dezvoltării de drumuri, renovării de terenuri, construirii de baraje și defrișării. Dieta sa este în întregime vegetariană și se hrănește cu tulpini și frunze de plante verzi și cu semințe. Sezonul de reproducere variază în locații diferite și femela poate naște unul sau două rânduri de pui pe an, fiecare constând în până la șase tineri, de obicei doi sau trei.

## Stare de conservare
Craseomys shanseius este o specie răspândită larg, adaptabilă și comună. Este prezentă în arii protejate. Populația sa este stabilă și nu au fost identificate amenințări deosebite, iar Uniunea Internațională pentru Conservarea Naturii a clasificat-o ca fiind o specie neamenințată cu dispariția.